# 대한민국 대통령실
대한민국 대통령실(大韓民國 大統領室, 영어: Office of the President Republic of Korea) 또는 용산 대통령실(龍山 大統領室)은 대한민국 헌법이 규정하는 헌법기관으로서의 대통령부와 관계된 행정 기관이다. 이와 동시에 서울특별시 용산구 이태원로 22, 이태원 초입부와 삼각지역 경계부지(용산동3가)에 위치하여 전쟁기념관을 등진 대통령실 청사 건물을 가리킨다.
본래 대한민국 대통령의 집무실과 관저는 서울특별시 종로구 북악산 기슭에 위치한 청와대를 사용하였으며, 대통령 보좌기관의 동의어로 사용되었다. 청와대는 1948년 이승만 정부 대부터 2017년 문재인 정부까지 역대 정부가 사용해 왔다. 2022년 5월 윤석열 정부에서 청와대의 대국민 개방 및, 대통령 집무실의 용산 이전을 추진함에 따라 대통령 보좌기관과 청사의 명칭으로 '대한민국 대통령실'이 채택되었다.

## 역사

### 국방부 청사
용산 대통령실 청사는 본래 대한민국 국방부 청사로 사용되었다.  당초 이곳에는 1970년 완공된 구청사가 있었으나, 노후화 문제, 조직 확대와 합참의 동시 입주로 인한 공간 협소 문제로 신청사 건립이 제기되었다.
이후 노무현 정부 시기였던 2003년 10월 13일 국방부 청사가 완공되었다. 건설 예산에는 900억원이 배정되었으며, 9층 규모의 건물로서 1층~4층은 국방부가, 5층~9층은 합참이 사용하게 되었다. 국방부는 전 부서의 절반 정도만 본관으로 옮기고, 나머지는 별관에 두고 있었으나, 2012년 합참이 독립청사를 확보하면서 국방부의 단독 청사가 되었다.

### 윤석열 정부
2022년 1월 대한민국 제20대 대통령 선거 당시 국민의힘의 윤석열 후보는 10대 공약 가운데 '대통령실 개혁'의 일환으로, "제왕적 대통령제의 잔재"인 청와대를 여러 기관으로 해체하고 광화문 등 다른 곳으로 이전하는 공약을 내걸었다.
2022년 3월 제20대 대통령직 인수위원회는 윤석열 정부부터 청와대가 담당하던 대통령 집무실의 기능은 대한민국 국방부 청사로, 대통령 관저 기능은 한남동 외교부 장관 관저가 각각 담당하기로 했다. 
이와 함께 2022년 하반기까지 150억 가량의 공적 자금을 들여 리모델링하여 2022년 하반기 즈음에 윤 대통령 내외가 입주할 예정이라고 밝혔다. 다만, 대한민국 정부에서의 공식적인 입장에 따르면 "대통령 내외의 정확한 기존 서초동 자택에서 한남동 관저로의 입주시기는 국가기밀사항이라서 자세히 밝히지 않을 예정"이라고 밝혔다.
2022년 5월 10일 윤석열 대통령은 취임식 다음날부터 자택인 서초구 아크로비스타에서 용산 대통령실로 출근하였으며, 2022년 11월 7일에는 윤석열 대통령 내외가 한남동 대통령 관저에 입주했다.

### 이재명 정부
윤석열 대통령 탄핵 이후 12.3 내란 사태의 상징으로서 용산 청사의 사용 문제가 제기되고, 제21대 대통령 선거 국면에서 각당 대선후보들은 청와대 또는 세종시로의 대통령실 이전 문제를 공약으로 제기하였다. 더불어민주당의 이재명 후보는 현실적으로 용산에 들어가 근무할 수밖에 없지만, 도청, 경호 문제 등을 지적하며 용산 대통령실의 시대를 끝내고 청와대로 복귀할 뜻을 여러 차례 밝혔다. 김문수 국민의힘 후보 역시 당장은 용산 청사를 활용하되 장기적으로는 세종으로 이전하겠다는 공약을 내걸었다.
2025년 6월 4일 대통령 당선 후 취임식을 거행한 이재명 대통령은 처음으로 입성한 용산 대통령실 청사에 대해 "꼭 무덤 같다"는 소감과 함께 필기도구도, 결재 시스템도 없다고 지적하면서 전 정부의 인사조치를 지적했다. 실제로 오랜 권한대행 체제에 따라 대통령실에 파견됐던 정무직, 파견직 공무원이 원래 부처로 복귀하는 조치가 이루어진 것으로 알려졌다. 같은 날 이재명 정부는 청와대 재이전 태스크포스를 꾸리고 집무실의 청와대 재이전을 공식화했다.

## 상징

### 명칭
대선에서 당선된 윤석열은 대통령 집무실 이전을 추진하면서 월스트리트 저널과의 인터뷰에서 새 대통령 집무실의 명칭으로 '국민의 집(People’s House)'을 제안했다.
대통령 집무실 이름을 짓기 위한 공모전을 열었다. 공모 결과 후보 중에서 국민의집, 국민청사, 민음청사, 바른누리, 이태원로22를 골라 5개로 압축하고 국민 선호도 조사를 한 뒤 결정하겠다고 발표했다. 그러나, 대통령실에 따르면 "국민제안 10개를 두고, 대국민 투표를 한 결과 해외 IP 등을 이용한 어뷰징(abusing) 발생이 다수 확인돼 최종 톱3를 선정하지 않겠다"라고 결론내면서 대통령실이라는 명칭을 지속적으로 사용할 계획이라고 발표한 상태이다.

### 로고
상징 로고의 경우, 2022년 5월 10일 윤석열 대통령이 취임한 이후에 한동안 윤석열 대통령 취임식에서 사용된 로고를 임시 로고로 사용했다. 그러다가 2022년 10월 23일에 대통령실 청사 정중앙에 무궁화(대한민국의 국화)가 그려져 있고 봉황(대한민국의 대통령을 상징하는 상상의 동물) 한 쌍이 대통령실 청사 양쪽을 감싸고 있는 형상을 한 대통령실 공식 로고가 공개되었다. 대통령실은 이 로고가 "자유, 평화, 번영"이라는 의미가 담겨 있다고 설명했다.

2022년 10월 23일부터 사용된 윤석열 정부 시기 로고
2025년 6월 12일부터 사용된 이재명 정부 시기의 임시 로고

## 건물 구조
대통령 집무실은 2003년에 완공된 건물로, 10층 높이로 구성되어 있다. 대통령 집무실, 비서실, 경호처, 수석비서관실, 국가위기관리센터 등이 입주해 있다. 건물 외곽을 둘러싸고 있던 높은 담벼락이 철거됐고, 내부를 들여다볼 수 있도록 2.4 m 높이의 울타리가 건물 주변에 설치되었다.
1층 입구 부근에는 기자실이 마련되어 있었으며, 윤석열 정부 초기였던 2022년 5월부터 기자들이 대통령에게 현안을 질의하는 '도어스테핑' 형식의 약식 기자회견이 즉석에서 이루어졌다.
통상적으로 대통령집무실의 상세한 층별안내는 1급 국가기밀사항이므로, 밑에 서술된 내용은 대통령실에서 개략적으로 공개한 정보에 한하여 서술되었다.
| 층수     | 개략적인 정보                                       |
| -------- | --------------------------------------------------- |
| 10층     | 비서실 실무진, 민관 합동위원회                      |
| 9층      | 경호처                                              |
| 8층      | 비서실 실무진, 민관 합동위원회                      |
| 7층      | 비서실 실무진, 민관 합동위원회                      |
| 6층      | 비서실                                              |
| 5층      | 대통령 집무실                                       |
| 4층      | 비서실 실무진, 민관 합동위원회                      |
| 3층      | 안보실장실, 수석비서관실                            |
| 2층      | 대통령 집무실, 비서실장실, 국무회의실, 강당, 접견실 |
| 1층      | 기자회견장, 기자실                                  |
| 지하 1층 | 식당, 편의점, 지하주차장                            |
| 지하 2층 | 국가위기관리센터                                    |
| 지하 3층 | 국가위기관리센터                                    |

## 같이 보기
- 대한민국의 대통령
- 청와대
- 대통령 집무실 용산 이전

### 내용주
1. ↑  용산 신규 대통령집무공간은 2022년 5월 10일부로 일부 입주가 완료됐다.

### 참조주
1. 1 2 3  김광우 (2022년 6월). “[이슈 현대사] 용산과 함께한 국방부 청사 70년사”. 월간조선. 2025년 6월 16일에 확인함.
2. ↑  “다시 보는 尹의 10대 공약…소상공인 긴급 지원·주택 공급 확대”. 시사저널. 2022년 3월 10일. 2025년 6월 16일에 확인함.
3. ↑  조선일보 (2022년 1월 27일). “윤석열 “청와대 없애고 광화문 근무” 이재명 “세종에도 집무실””. 2025년 6월 16일에 확인함.
4. ↑  “대한민국 제20대 대통령 윤석열”. 2022년 8월 23일에 확인함.
5. ↑  김효성 (2022년 8월 19일). “문 사저 시위자 취임식 초청...야 "김건희 직접 밝혀라" 맹공”. 《중앙일보》. 2022년 8월 23일에 확인함.
6. 1 2  김지훈; 양소리 (2022년 6월 9일). “[尹취임 한달①]尹 국민·언론 소통, 전 정부와 180도 달랐다…약식 회견·주말 부부 나들이”. 뉴시스. 2025년 6월 16일에 확인함.
7. ↑  김대영; 송유근 (2022년 5월 11일). “‘서초 ~ 용산’반포대교 경유 ‘8분’… 우려했던 큰 교통혼잡은 없었다”. 문화일보. 2025년 6월 16일에 확인함.
8. ↑  “尹대통령, 한남동 관저서 출퇴근 시작…‘만찬 정치’ 본격화”. 《헤럴드경제》. 2022년 11월 8일. 2023년 2월 27일에 확인함.
9. 1 2  박광연 (2025년 4월 20일). “용산 말고vs일단 용산…대통령실 이전, 대선 주요 의제로”. 경향신문. 2025년 6월 16일에 확인함.
10. 1 2  이데일리 (2025년 5월 21일). “막내린 용산 시대…대선 이후 대통령 집무실 어디로”. 2025년 6월 16일에 확인함.
11. 1 2  조선일보 (2025년 6월 6일). “‘청와대 재이전 TF’ 꾸렸다… 공사 시작”. 2025년 6월 16일에 확인함.
12. 1 2  설승은 (2025년 6월 4일). “李대통령, 尹계엄선포 장소서 브리핑…"아무도 없어 무덤 같다"(종합)”. 《연합뉴스》. 2025년 6월 16일에 확인함.
13. ↑  유정인 (2022년 4월 25일). “윤석열 당선인, 새 대통령실 이름 '국민의집(People’s House)' 제안”. 《경향신문》. 2022년 8월 22일에 확인함.
14. ↑  김다영 (2022년 6월 3일). “국민의집, 국민청사, 민음청사, 바른누리, 이태원로22…새 집무실 이름은?”. 《한겨레》. 2022년 8월 22일에 확인함.
15. ↑  배지현 (2022년 6월 14일). “윤 대통령 “공모 이름 마음에 안 든다”…‘용산 대통령실’ 그대로”. 《한겨레》. 2022년 8월 22일에 확인함.
16. ↑  “대통령실, 새 로고 공개…용산 청사·봉황·무궁화 형상화”. 《연합뉴스》. 2022년 10월 23일. 2023년 2월 28일에 확인함.
17. ↑  김동하 (2022년 5월 10일). “대통령집무실은 2층·5층… 실장·수석들은 3층서 근무”. 《조선일보》. 2022년 7월 16일에 원본 문서에서 보존된 문서. 2022년 5월 10일에 확인함.